# Хвошня (озеро)
Хвошня — озеро на северо-западе Тверской области, расположенное на территории Пеновского района.
Расположено в северной части района, в 35 километрах к северо-западу от районного центра, посёлка Пено. Высота над уровнем моря — 238,7 метров. Площадь водного зеркала — 2,16 км². В юго-западную часть Хвошни впадает река Чистенькая, связывающая озеро с озером Любцы. Из восточной части вытекает протока, впадающая в озеро Истошня (исток Руны). Площадь водосбора Хвошни — 106 км².
На восточном берегу озера расположен посёлок Рунский; на южном — деревня Новинка; на западном — деревни Старина и Орлово.

## Данные водного реестра
По данным государственного водного реестра России относится к Верхневолжскому бассейновому округу, водохозяйственный участок реки — Волга от истока до Верхневолжского бейшлота, речной подбассейн реки — бассейны притоков (Верхней) Волги до Рыбинского водохранилища. Речной бассейн реки — (Верхняя) Волга до Куйбышевского водохранилища (без бассейна Оки).
Код объекта в государственном водном реестре — 08010100111110000000148.